# Adágio (música)
Adágio é um andamento musical lento, por consequência composições músicais com esse tempo são também conhecidas como adágios. O termo deriva de "ad agio" (comodamente). Costuma situar-se entre 66 e 76 batidas por minuto em um metrônomo tradicional, sendo, portanto, mais rápido que o lento e mais lento que o adagietto e o andante.
São comumente adágios o segundo mine e o segundo ou terceiro movimento de uma sinfonia.

## Adágios famosos
- Adagio for Strings (op.11), de Samuel Barber
- O prelúdio do primeiro movimento da Sinfonia nº. 100 de Joseph Haydn
- Adagio em sol menor, de Tomaso Albinoni
- O primeiro movimento da Sonata ao Luar de Ludwig van Beethoven (Adagio sostenuto)
- O segundo movimento do Concerto para violino e orquestra Nº 1 de Max Bruch
- O cisne, da suíte O Carnaval dos Animais de Camille Saint-Saëns
- Meditação de Thaïs, ópera de Jules Massenet
- Variação número 9, Nimrod, das Variações Enigma de Edward Elgar
- Clair de Lune, terceiro movimento da Suite bergamasque de Claude Debussy
- O segundo movimento do Concerto de Aranjuez (concerto para violão e orquestra) de Joaquín Rodrigo
- O quarto movimento da Sinfonia 6 op. 74 "Pathetique" de Tchaikovsky
- Adagio from Spartacus, de Aram Khachaturian
- Adagio for Tron, Daft Punk, trilha de Tron Legacy
- Adágios nas 12 Sonatas Op.1 de Antonio Vivaldi